# Befiehl du deine Wege

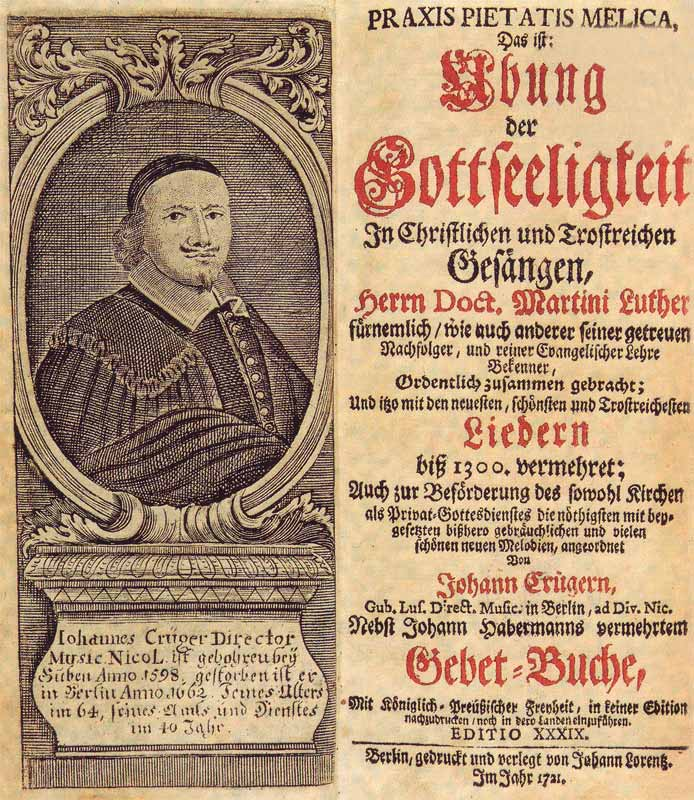
Titelbild von Praxis Pietatis Melica, Auflage von 1721

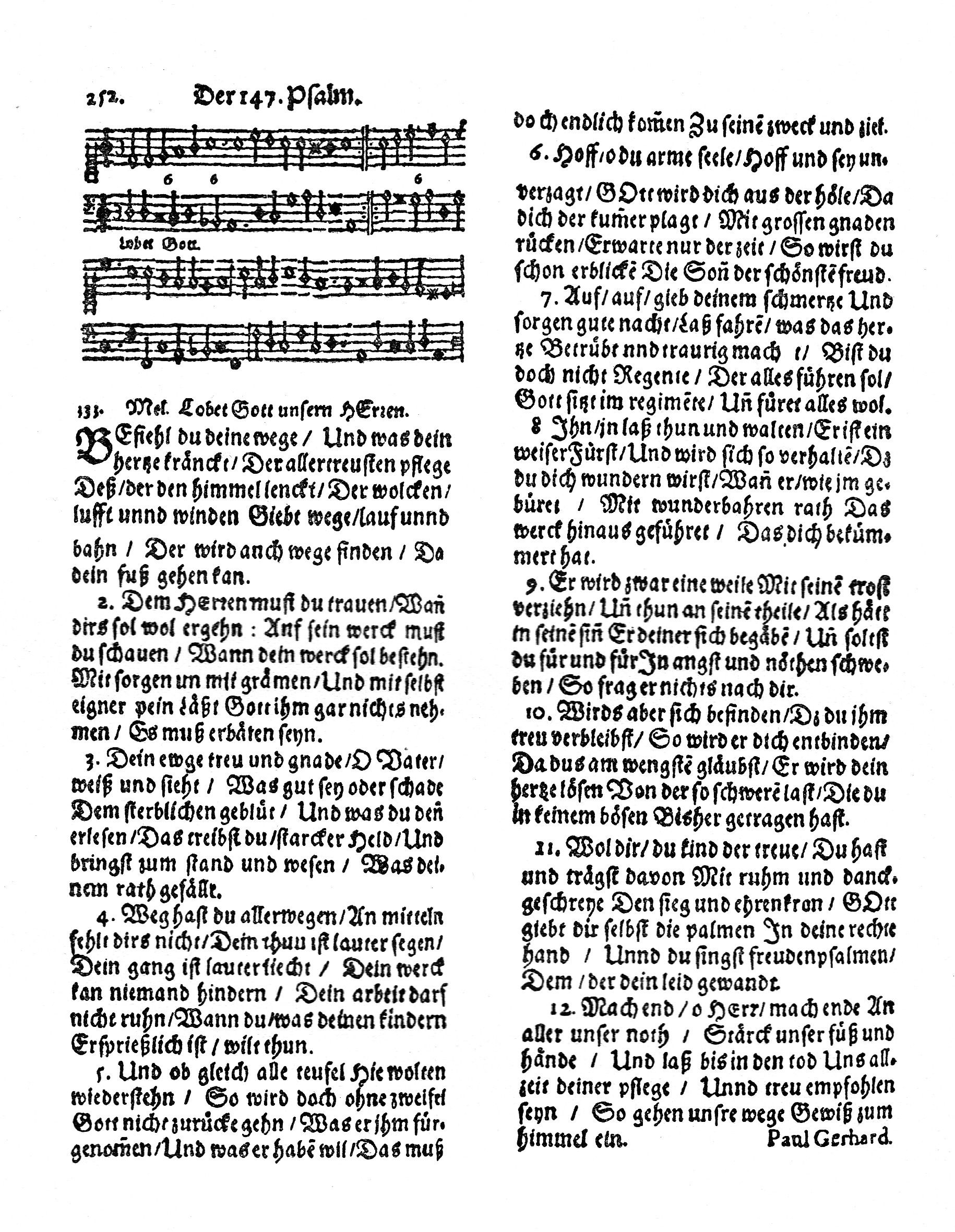
Früher Druck von Gerhardts Befiehl du deine Wege (1676)

Befiehl du deine Wege ist ein geistliches Lied von Paul Gerhardt. Es wurde erstmals 1653 in der fünften Auflage von Johann Crügers Gesangbuch Praxis Pietatis Melica veröffentlicht.

## Entstehung
Über die genauen Umstände der Entstehung des Textes ist nichts bekannt. Die Entstehungszeit lässt sich insoweit eingrenzen, als 1653 in der 5. Auflage von Crügers Gesangbuch 64 neue Texte von Paul Gerhardt gegenüber der 2. Auflage von 1647 hinzugekommen sind.
Eine im 18. Jahrhundert verbreitete Legende bringt die Entstehung des Liedes mit der Abberufung Paul Gerhardts aus Mittenwalde 1657 oder seiner Entlassung von der Berliner Nikolaikirche 1666/1667 in Verbindung. Diese Legende wurde u. a. auch von Theodor Fontane in Band 4 der Wanderungen durch die Mark Brandenburg (1882) literarisch verarbeitet.
Tatsächlich konnte Friedrich Nicolai schon 1809 nachweisen, dass diese Legende nicht den Tatsachen entsprechen kann, zumal das Lied schon vor 1653 entstanden sein muss.

## Text
Die Anfangswörter der zwölf Strophen bilden als Akrostichon den Bibelvers aus Psalm 37,5 : „Befiehl dem Herren dein’ Weg und hoff auf ihn, er wird’s wohl machen“. Unter diesem Leitwort entfalten die Strophen das Thema Gottvertrauen mit immer neuen Bezügen und Vergleichen.
| Originalfassung | Heute üblicher Text |
| --- | --- |
| Befiehl du deine wege / Und was dein hertze kränckt / Der allertreusten pflege Deß / der den himmel lenckt / Der wolcken / lufft und winden / Gibt wege / lauf und bahn / Der wird auch wege finden / Da dein fuß gehen kan. Dem HErren must du trauen / wann dirs soll wol ergehn: Auf sein werck must du schauen / Wann dein werck sol bestehn. Mit sorgen und mit grämen Und mit selbsteigner pein Läßt Gott ihm gar nichts nehmen / Es muß erbäten seyn. Dein ewge treu und gnade / O Vater / weiß und sieht / Was gut sey oder schade Dem sterblichen geblüt / Und was du denn erlesen / Das treibst du / starcker Held / Und bringst zum stand und wesen / Was deinem rath gefällt. Weg hast du allerwegen / An mitteln fehlt dirs nicht / Dein thun ist lauter segen / Dein gang ist lauter liecht / Dein werck kan niemand hindern / Dein arbeit darf nicht ruhn / Wenn du / was deinen kindern Ersprießlich ist / wilt thun. Und ob gleich alle teufel Hie wolten widerstehn / So wird doch ohne zweifel Gott nicht zurücke gehn / Was er ihm fürgenommen / Und was er haben wil / Das muß doch endlich kommen Zu seinem zweck und ziel. Hoff / o du arme seele / Hoff und sey unverzagt / Gott wird dich aus der höle / Da dich der kummer plagt / Mit grossen gnaden rücken / Erwarte nur die zeit / So wirst du schon erblicken Die Sonn der schönsten freud. Auf / auf / gib deinem schmertze Und sorgen gute nacht / Laß fahren / was das hertze Betrübt und traurig macht / Bist du doch nicht Regente / Der alles führen sol / GOtt sitzt im regimente Und führet alles wol. Ihn / ihn laß thun und walten / Er ist ein weiser Fürst / Und wird sich so verhalten / Daß du dich wundern wirst / Wann er / wie ihm gebüret / Mit wunderbarem rath Das werck hinaus geführet / Das dich bekümmert hat. Er wird zwar eine weile Mit seinem trost verziehn Und thun an seinem theile / Als hätt in seinem sinn Er deiner sich begäben / Und soltst du für und für In angst und nöthen schweben / So frag er nichts nach dir. Wirds aber sich befinden / Daß du ihm treu verbleibst / So wird er dich entbinden / Da dus am wengsten gläubst / Er wird dein herzze lösen Von der so schweren last / Die du zu keinem bösen Bisher getragen hast. Wohl dir / du kind der treue / Du hast und trägst davon Mit ruhm und danckgeschreye Den sieg und ehrenkron / Gott gibt dir selbst die palmen In deine rechte hand Und du singst freudenpsalmen / Dem / der dein leid gewandt. Mach end / o HErr / mach ende An aller unser noth / Stärck unser füß und hände / Und laß bis in den tod Uns allzeit deiner pflege / Und treu empfohlen sein / So gehen unsre wege Gewiß zum himmel ein. | Befiehl du deine Wege und was dein Herze kränkt der allertreusten Pflege des, der den Himmel lenkt. Der Wolken, Luft und Winden gibt Wege, Lauf und Bahn, der wird auch Wege finden, da dein Fuß gehen kann. Dem Herren musst du trauen, wenn dir’s soll wohlergehn; auf sein Werk musst du schauen, wenn dein Werk soll bestehn. Mit Sorgen und mit Grämen und mit selbsteigner Pein lässt Gott sich gar nichts nehmen, es muss erbeten sein. Dein’ ewge Treu’ und Gnade, o Vater, weiß und sieht, was gut sei oder schade dem sterblichen Geblüt; und was du dann erlesen, das treibst du, starker Held, und bringst zum Stand und Wesen, was deinem Rat gefällt. Weg hast du allerwegen, an Mitteln fehlt dir’s nicht; dein Tun ist lauter Segen, dein Gang ist lauter Licht; dein Werk kann niemand hindern, dein Arbeit darf nicht ruhn, wenn du, was deinen Kindern ersprießlich ist, willst tun. Und ob gleich alle Teufel hier wollten widerstehn, so wird doch ohne Zweifel Gott nicht zurücke gehn; was er sich vorgenommen und was er haben will, das muss doch endlich kommen zu seinem Zweck und Ziel. Hoff, o du arme Seele, hoff und sei unverzagt! Gott wird dich aus der Höhle, da dich der Kummer plagt, mit großen Gnaden rücken; erwarte nur die Zeit, so wirst du schon erblicken die Sonn der schönsten Freud. Auf, auf, gib deinem Schmerze und Sorgen gute Nacht, lass fahren, was das Herze betrübt und traurig macht; bist du doch nicht Regente, der alles führen soll, Gott sitzt im Regimente und führet alles wohl. Ihn, ihn lass tun und walten, er ist ein weiser Fürst und wird sich so verhalten, dass du dich wundern wirst, wenn er, wie ihm gebühret, mit wunderbarem Rat das Werk hinausgeführet, das dich bekümmert hat. Er wird zwar eine Weile mit seinem Trost verziehn und tun an seinem Teile, als hätt in seinem Sinn er deiner sich begeben, und sollt’st du für und für in Angst und Nöten schweben, als frag er nichts nach dir. Wird’s aber sich befinden, dass du ihm treu verbleibst, so wird er dich entbinden, da du’s am mindsten glaubst; er wird dein Herze lösen von der so schweren Last, die du zu keinem Bösen bisher getragen hast. Wohl dir, du Kind der Treue, du hast und trägst davon mit Ruhm und Dankgeschreie den Sieg und Ehrenkron; Gott gibt dir selbst die Palmen in deine rechte Hand, und du singst Freudenpsalmen dem, der dein Leid gewandt. Mach End, o Herr, mach Ende mit aller unsrer Not; stärk unsre Füß und Hände und lass bis in den Tod uns allzeit deiner Pflege und Treu empfohlen sein, so gehen unsre Wege gewiss zum Himmel ein. |

## Melodien

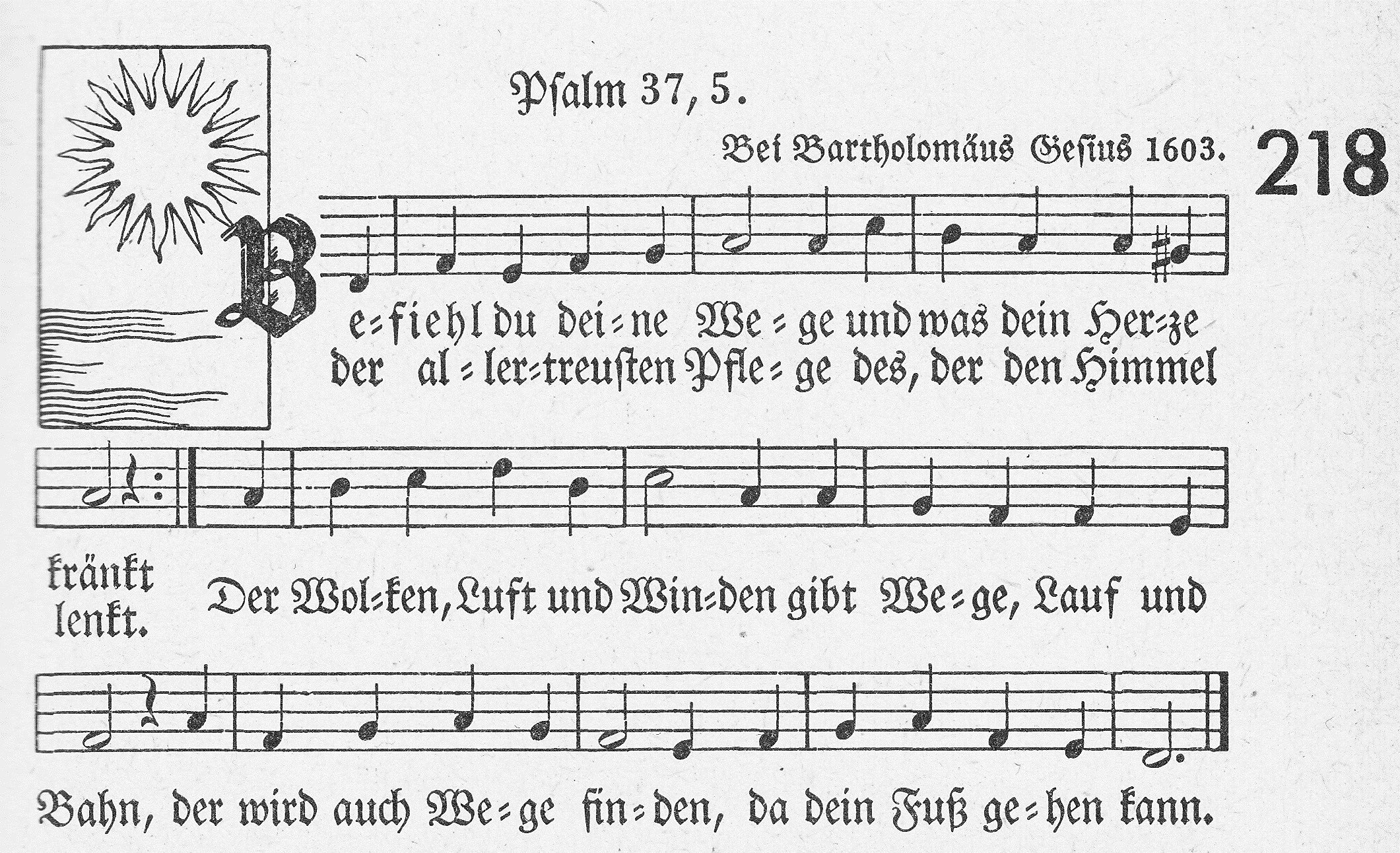
Deutsches Evangelisches Gesangbuch (1915), Ausgabe Rheinland-Westfalen 1929

Beim Erstdruck 1653 in Crügers Praxis Pietatis Melica steht bei Gerhardts Text der Vermerk „Mel[odie] Lobet GOtt unsern HErren“. Diese Melodie im dorischen Modus basiert zum Teil auf dem Psalmlied Bien-heureux est quiconques von Loys Bourgeois, gedruckt in den Pseaulmes cinquante de David, Genf 1547. Bartholomäus Gesius druckte sie erstmals 1603 in seiner Sammlung Enchiridium Etlicher Deutschen und Lateinischen Gesengen zusammen mit dem Text Lobet Gott, unsern Herren. Georg Philipp Telemann bearbeitete 1730 das Lied und wandelte die ursprünglich im Dreiertakt stehende Melodie in einen Vierertakt. In dieser Taktart wurde das Lied bis heute in vielen Gesangbüchern veröffentlicht, so im Evangelischen Gesangbuch unter der Nummer 361 und im Mennonitischen Gesangbuch unter der Nummer 343. Zum Text Lobet GOtt/ unsern HErren verwendet Telemann weiterhin den Dreiertakt.
Die erste Hälfte der Melodie weist große Ähnlichkeit mit der der Pavane Belle qui tien ma vie aus der Orchésographie des Thoinot Arbeau (1588) auf.
Der Text wurde im Lauf der Geschichte auch auf andere Melodien gesungen. Unter anderem wurde er der Melodie zu Mein G’müt ist mir verwirret von Hans Leo Haßler (1601) unterlegt, auf die auch andere geistliche Texte wie Paul Gerhardts O Haupt voll Blut und Wunden oder Herzlich tut mich verlangen von Christoph Knoll gesungen werden. Besonders prominent wurde diese Textunterlegung durch Johann Sebastian Bachs Bearbeitung in seiner Matthäuspassion BWV 244 (Choral Nr. 53). Bachs Passionsvertonung enthält fünf verschiedene Choralharmonisierungen von Haßlers Melodie, vier davon auf verschiedene Strophen von O Haupt voll Blut und Wunden, eine fünfte jedoch eben auf Befiehl du deine Wege, das demselben Versschema gehorcht. Seinen vierstimmigen Choral BWV 272, der möglicherweise aus einer verloren gegangenen Kantate stammt, komponierte Bach dagegen auf Basis der Melodie Gesius’; da dieser Chor jedoch ohne Textunterlegung überliefert ist, ist nicht gesichert, welchen Text Bach für diesen Choral vorgesehen hatte.
Im Reichsliederbuch der Gemeinschaftsbewegung ist das Lied mit einer Johann Michael Haydn zugeschriebenen Melodie verbunden. Dieselbe Melodie erschien 1776 im sogenannten Gesangbuch Maria Theresias ohne Nennung eines Komponisten sechs verschiedenen Gesangstexten unterlegt.
In katholischen Gesangbüchern des 18. Jahrhunderts erscheint der Text oftmals mit Melodien in Dur. Im katholischen Gesangbuch von Liegnitz (1828) ist er einer Melodie von Melchior Teschner (1584–1635) unterlegt, die auch mit den Texten Valet will ich dir geben (EG 523) oder Du hast o Herr dein Leben bekannt ist.
Das Gotteslob von 2013 enthält die Strophen 1–4 und 12 in der ökumenischen Text- und Melodiefassung (Nr. 418).
Eine weitere Vertonung des Textes schuf Johann Christoph Altnikol als Motette; im 20. Jahrhundert komponierte Helmut Degen (1911–1995) 1948 eine Kantate Befiehl du deine Wege.

## Übersetzungen
Eine dänische Übersetzung „Befal du dine veje og al din hjertesorg til hans trofaste pleje, som bor i Himlens borg!…“ steht im lutherischen dänischen Gesangbuch Den Danske Salme Bog, Kopenhagen 1993, Nr. 31, und wurde übernommen und ergänzt in Den Danske Salmebog, Kopenhagen 2002, Nr. 36 und 38. Die Nr. 36 wurde übersetzt von B. C. Ægidius und übernommen nach dem Gesangbuch Flensburg 1717. Nach einer norwegischen Übersetzung wurde ein Text in das dänische Gesangbuch Roskilde 1855 übernommen, und dieser Text erschien, bearbeitet von Nikolai Frederik Severin Grundtvig 1853 und 1855, als Nr. 38 im aktuellen Gesangbuch von 2002: „På alle dine veje, hvor sort det end ser ud, gak rolig til dit leje, og stol på Himlens Gud!…“ Bei fränzosischen Protestanten ist das Lied nach einer Übersetzung von Charles Dombre bekannt, die vor allem mit der Melodie Haßlers gesungen wird.